# Wysocki Młyn
Wysocki Młyn – osada w Polsce, położona w województwie kujawsko-pomorskim, w powiecie tucholskim, w gminie Tuchola, na obszarze Borów Tucholskich, przy zachodniej granicy Tucholskiego Parku Krajobrazowego. Osada jest częścią składową sołectwa Raciąż.
W latach 1975–1998 miejscowość położona była w województwie bydgoskim.